# Contea di Rong (Sichuan)
La contea di Rong (荣县S, Róng XiànP) è una contea della Cina, situata nella provincia di Sichuan e amministrata dalla prefettura di Zigong.